# Labronema ruttneri
Labronema ruttneri är en rundmaskart. Labronema ruttneri ingår i släktet Labronema och familjen Dorylaimidae. Inga underarter finns listade i Catalogue of Life.